# Ambystoma macrodactylum
Ambystoma macrodactylum é uma espécie de anfíbio caudado pertencente à família Ambystomatidae. Pode ser encontrada nos Estados Unidos da América e Canadá.